# فولتا كاتالونيا 1932
فولتا كاتالونيا 1932 (بالإسبانية: Volta a Cataluña 1932)‏ هو سباق دراجات هوائية، وهو الموسم رقم 14 من السباق، وأقيم خلال الفترة 4 سبتمبر 1932، وحتى 11 سبتمبر 1932.
فاز فيه بالمركز الأول  ماريانو كاناردو، وبالمركز الثاني  Domenico Piemontesi ‏، وبالمركز الثالث  Isidro Figueras ‏.

## الفائزون
| الترتيب | الفائز               |
| ------- | -------------------- |
| الفائز  | ماريانو كاناردو      |
| الثاني  | Domenico Piemontesi ‏ |
| الثالث  | Isidre Figueras ‏     |